# 239. fizikalno-matematični licej
239. fizikalno-matematični licej (rusko Физико-математический лицей №239, kratica FML 239) je javna specializirana srednja šola v Sankt Peterburgu. Na njej imajo specializirani naprednejši program fizike, matematike in informatike. Šolo so odpri leta 1918, specializirana mestna šola pa je postala leta 1961. Znana je po svojih močnih akademskih programih. Končalo jo je mnogo zmagovalcev Mednarodne matematične olimpijade in drugih znanih osebnosti.

## Ravnatelji šole
- Marija Vasiljevna Matkovska — od 1950 do 1976
- Viktor Jevsejevič Radionov — od 1976 do 1980
- Galina Nikolajevna Golubeva — od 1980 do 1982
- Tamara Borisovna Jefimova — od 1982 do 2009
- Maksim Jakovljevič Pratusevič — od 2009

## Znane osebnosti
- Jelena Georgijevna Bonner (1938–1940)[1][2] — družbena delavka in aktivistka za človeške pravice (žena Andreja Dimitrijeviča Saharova).
- Olga Vladimirovna Volkova[3][4] — igralka.
- Boris Borisovič Grebenščikov (1968–1970)[5][2] — pesnik in rockovski glasbenik.
- Ina Aleksandrovna Druz (1994–1996)[6][2] — igralka.
- Marina Aleksandrovna Druz (1997–1999)[7][2] — igralka.
- Mihail Jurjevič Zurabov (1968–1970)[8][2] — državnik.
- Natalija Aleksandrovna Kučinska (1964–1966)[2] — športna gimnastičarka, olimpionka
- Jurij Vladimirovič Matijasevič (1962–1963)[9][4] — matematik, akademik RAN, avtor rešitve Hilbertovega desetega problema.
- Aleksej Genadjevič Maševski (1975–1977)[2] — pesnik, esejist, kritik.
- Grigorij Jakovljevič Perelman (1980–1982)[2] — matematik, avtor dokaza Poincaréjeve domneve, prejemnik Fieldsove medalje 2006.
- Aleksej Kirilovič Pavlov (2001–2003)[2] — oceanolog, pomembni znanstvenik na področju oceanografije, morske optike in vprašanj o vzajemnem delovanju oceana in orzračja v Arktiki.
- Stanislav Konstantinovič Smirnov (1985—1987)[2] — matematik, prejemnik Fieldsove medalje 2010.
- Andrej Aleksandrovič Suslin[10][4] — matematik.
- Andrej Jurjevič Tolubejev (1961–1963)[2] — igralec.
- Alisa Brunovna Frejndlih (1941–1943, 1948–1953)[11] — igralka.
- Sergej Aleksandrovič Fursenko (1969–1971)[12][2] — menedžer in profesor. Predsednik Nacionalne mediagrupe in Ruske nogometne zveze (RFS).
- Aleksander Valerjevič Halifman (1981–1983)[2] — mednarodni šahovski velemojster, nekdanji svetovni šahovski prvak FIDE.
- Viktor Vladimirovič Haritonov (????–1956)[3][2] — igralec, režiser.
- Leonid Vladimirovič Haritonov[3][4] — igralec.
- Asja Iljinična Šavinska (1995–1997)[2] — igralka.